# 維德尼夫
49°57′59″N 24°8′42″E / 49.96639°N 24.14500°E
維德尼夫（烏克蘭語：Віднів），是烏克蘭西部的村莊，隸屬利維夫州的利維夫區。該村始建於1392年，面積0.51平方公里，2001年人口462，人口密度每平方公里905.88人。